# Dommervagten
Dommervagten er betegnelsen for Københavns Byrets afdeling for grundlovsforhør. Afdelingen er placeret i et hjørne af Københavns Politigård. 
Sigtede, der menes at have begået en forbrydelse med en strafferamme på 1½ år, bliver fremstillet i Dommervagten.
Grundlovsforhørene i Dommervagten er (med mindre at en af parterne begærer dørene lukkede og får medhold) offentligt tilgængelige.